# Dorstenia mannii
Dorstenia mannii är en mullbärsväxtart som beskrevs av Joseph Dalton Hooker. Dorstenia mannii ingår i släktet Dorstenia och familjen mullbärsväxter.

## Underarter
Arten delas in i följande underarter:
- D. m. alternans
- D. m. humilis
- D. m. mougasii
- D. m. mungensis
- D. m. stipulata